# Sebald Heyden
Pour les articles homonymes, voir Sebald et Heyden.
Sebald Heyden, né le 8 décembre 1499 à Bruck et mort le 9 juillet 1561 à Nuremberg, est un musicologue, chantre, théologien, auteur de cantiques et poète religieux allemand. Il est peut-être mieux connu pour son De arte canendi (« Sur l'art du chant », troisième opus publié en 1540) qui est considéré comme ayant eu un impact majeur sur l'érudition et l'enseignement du chant aux jeunes garçons. Il écrit des hymnes tels que « O Mensch, bewein dein Sünde groß ». On a émis l'hypothèse qu'il est le premier véritable musicologue au monde.

## Biographie
Sebald Heyden naît le 8 décembre 1499 à Bruck (qui fait aujourd'hui partie d'Erlangen), dans une famille de patriciens de Nuremberg. Il étudie auprès du théoricien de la musique Johannes Cochlaeus à l'école de St. Lorenz à partir de 1505. Il entre à l'université d'Ingolstadt en 1513 et obtient une maîtrise universitaire en 1519,. À partir de 1519, il travaille comme cantor, puis comme recteur de l'école de l'hôpital de Nuremberg. En janvier 1525, il est nommé premier recteur luthérien de l'école de Saint-Sebald. Nicholas Selnecker est un de ses élèves. Il est en contact régulier avec Hans Sachs et Albrecht Dürer. Au fil des décennies, Sebald Heyden acquiert une grande réputation en tant qu'érudit, se consacrant à des études et des écrits sur l'éducation, la théologie et la musique. Il est à l'origine luthérien, mais dans les années 1530, il est influencé par Zwingli.

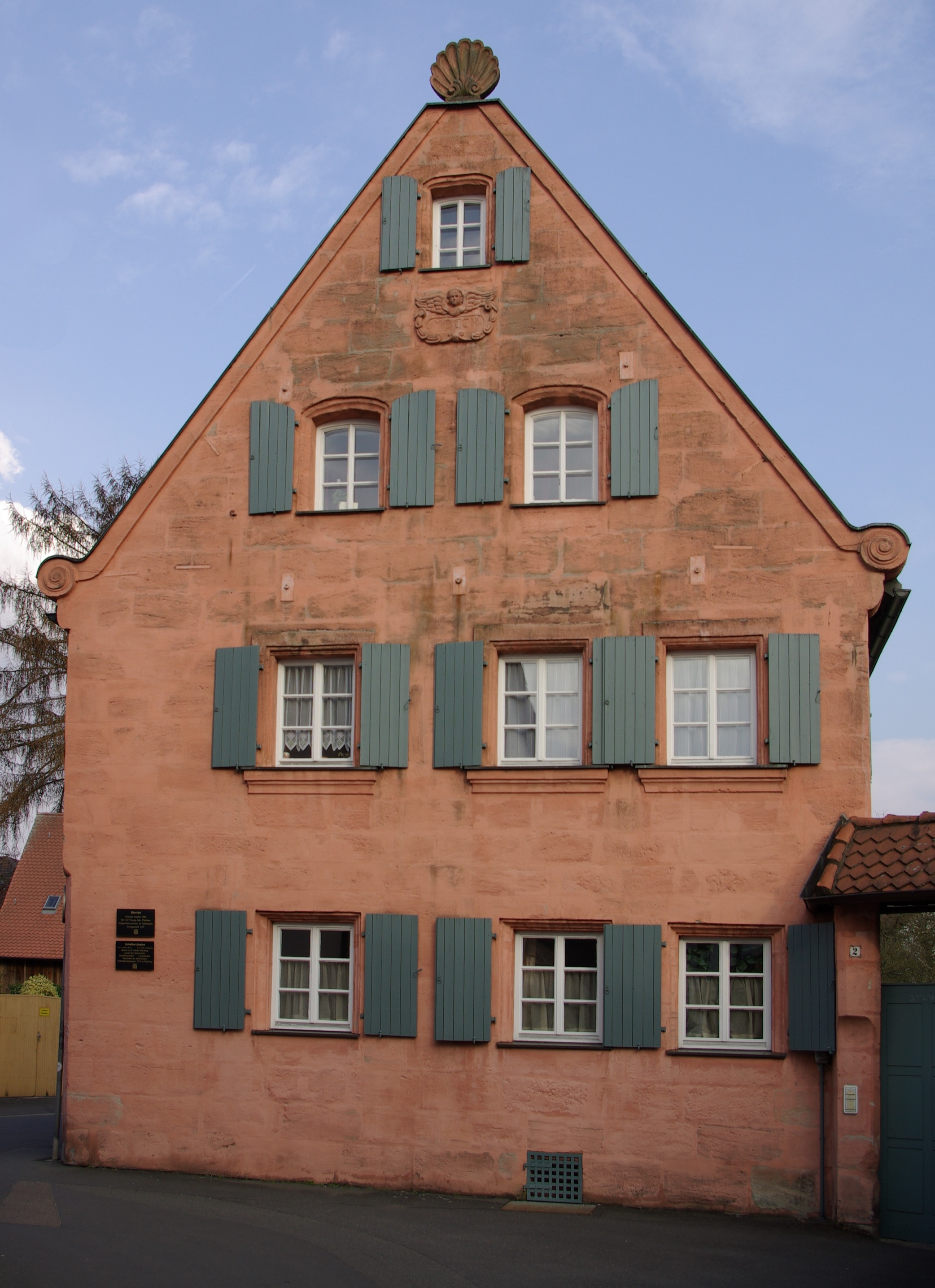
Le lieu de naissance de Sebald Heyden.

Les premières publications de Sebald Heyden paraissent vers 1523-1525, des traités théologiques tels que Salve regina, qu'il présente au Reichstag dans un contexte chrétien différent. En 1524, il publie Adversus Hypocritas Calumniatores, super falso sibi inustam haereseos nota, également un traité théologique. En 1527, il commence à publier des manuels tels que Formulas puerilium colloquiorum ( Nomenclatura ). Son Formulae devient aussitôt un ouvrage important, utilisé comme livre de conversation entre les étudiants germanophones, polonais et hongrois de l'université de Cracovie. En 1530, il écrit l'hymne " O Mensch, bewein dein Sünde groß " (O homme, pleure tes grands péchés). Ce chant de la Passion reflète de manière poétique dans une « grande passion », les souffrances du Christ. Il l'écrit sur un air de Matthias Greitter, au texte original : « Es sind doch selig alle, die im rechten Glauben wandeln hie » (Heureux sont tous ceux qui marchent ici avec une vraie Foi). En 1532, il publie d'autres manuels Leges scholasticae et Musicae stoicheiosis.
Le De arte canendi de Sebald Heyden, dont la troisième et dernière édition est achevée à Nuremberg en 1540, aurait eu « un impact plus important sur l'érudition moderne que tout autre écrit sur la mensuration et le Tactus du XVe ou du XVIe siècle. ». Recueil de chansons profanes, il a été décrit comme un « traité de technique de chant destiné au nombre croissant de musiciens amateurs qui souhaitaient améliorer leurs compétences » . Le premier opus, produit en 1532, comporte 26 pages, le second en 1537 passe à 115 pages et le troisième en 1540 atteint 163 pages. À partir de 1537, Sebald Heyden emprunte à Georg Forster un exemplaire de la Proportionale de Tinctoris et étudie en profondeur les compositeurs qui y figurent. Sebald Heyden compose également  plusieurs hymnes et poèmes. Dans le troisième volet, Sebald Heyden reconnaît être un admirateur de Josquin des Prez et de ses contemporains, transcrivant entre autres la Missa L'homme armé sexti toni (Benedictus) de Josquin,. Notamment, Sebald Heyden aurait « adopté une position horror fusae à une époque où les musiciens italiens écrivaient des morceaux a note nere sous la signature de C ». En effet, le traité aurait  "influencé de nombreux érudits du vingtième siècle à croire que le tactus du seizième siècle représentait un rythme invariable.". En 1546, il publie Paedonomia scholastica pietatis, studii literarij ac morum.
Sebald Heyden meurt le 9 juillet 1561 à Nuremberg.